# Flash Point – Dou fo sin
Flash Point (Originaltitel: chinesisch 導火線 / 导火线, Pinyin Dǎohuǒxiàn, Jyutping Dou6fo2sin3 – „Lunte, Zündschnur“, alternativ: 導火綫) ist ein chinesischer Film von Regisseur Wilson Yip aus dem Jahr 2007. Die Hauptrollen sind Donnie Yen als Detective Jun Ma, Louis Koo als Wilson und Collin Chou als Tony.

## Handlung
Hongkong 1997: Die Polizei von Hongkong versucht schon seit geraumer Zeit, den drei vietnamesischen Brüdern Archer – der Tyrann, Tiger – der Kämpfer – und Tony – ein kühler Rechner, das Handwerk zu legen – doch bisher erfolglos. Der beste Mann der Polizei ist der präzise und schnelle Detective Inspektor Jun Ma, von der Abteilung OCTB, der Serious Crime Unit, doch dessen brutale Methoden sind nicht unumstritten und bringen ihm zwischendurch auch mal eine Versetzung in die Polizeikapelle ein. Als Trumpf gilt aber Kollege Juni Wilson, der undercover bei den Verbrechern eingeschleust wurde.
Doch als seine Tarnung auffliegt, wird er von den Gangstern schwer verletzt und ist von nun an gehbehindert. Archer kann trotzdem verhaftet werden und soll mit der Aussage von Wilson und weiterer Belastungszeugen endlich seine verdiente Strafe bekommen. Doch seine Brüder wirken dem entgegen und starten eine Attentatsserie auf die Zeugen. Nur Wilson entkommt dem Mordversuch knapp, dabei wird aber seine schwangere Freundin Julie verletzt. Und so leicht geben die Gangster nicht auf, die weiter hinter Wilson und Julie her sind, während Ma verzweifelt versucht, die beiden zu schützen.

## Hintergrund
Die Veröffentlichung des Films erfolgte weltweit wie folgt:
| Land/Gebiet | Datum              | Bemerkung                           |
| ----------- | ------------------ | ----------------------------------- |
| Singapur    | 02. August 2007    |                                     |
| Hongkong    | 09. August 2007    |                                     |
| Kanada      | 13. September 2007 | Toronto International Film Festival |
| Deutschland | 30. Oktober 2007   | Munich Asia Filmfest                |
| USA         | 14. März 2008      | eingeschränkt                       |
| Südkorea    | 12. Juni 2008      |                                     |
| Frankreich  | 21. Januar 2009    | DVD Premiere                        |

## Deutsche Synchronfassung
| Darsteller  | Deutscher Sprecher | Rolle            |
| ----------- | ------------------ | ---------------- |
| Ray Lui     | Michael Iwannek    | Archer Sin       |
| Donnie Yen  | Tobias Kluckert    | Det. Sgt. Ma Jun |
| Kent Cheng  | Hans Hohlbein      | Inspektor Wong   |
| Yu Xing     | Gerrit Schmidt-Foß | Tiger            |
| Collin Chou | Michael Deffert    | Tony             |

## Auszeichnungen
Golden Horse Film Festival 2007
- Golden Horse Award in der Kategorie Best Action Choreography für Donnie Yen
- Nominierung in der Kategorie Best Sound Effects Steve Burgess und Sam Wang

Hong Kong Film Awards 2008
- Hong Kong Film Award in der Kategorie Best Action Choreography für Donnie Yen
- Nominierung in der Kategorie Best Sound Design Steve Burgess und Sam Wang

Taurus Awards 2008
- Auszeichnung in der Kategorie Bester Stunt in einem ausländischen Film (Best Action in a Foreign Language Film) für Donnie Yen